# Mount Driskill
Der Mount Driskill (oder auch Driskill Mountain) ist eine 163 Meter hohe Erhebung in den Ouachita Mountains und bildet den höchsten Punkt des US-Bundesstaates Louisiana. Wenige Meter vom höchsten Punkt entfernt befindet sich eine Markierungstafel mit Regeln und Neuigkeiten des zuständigen Forstamtes und der Information, dass man sich auf 163 Metern Höhe befindet. Der höchste Punkt selbst wird mit einem Steinhaufen gekennzeichnet. Weiters ist der gesamte Hügel bewaldet.
Mit einer Höhe von nur 163 m ist er der drittniedrigste höchste Punkt eines US-Bundesstaates; nur der Britton Hill in Florida (105 m) und Ebright Azimuth in Delaware (137 m) sind noch niedriger.